# A Million Little Pieces
Pour plus de détails, voir Fiche technique et Distribution.
A Million Little Pieces est un film américain réalisé par Sam Taylor-Johnson, sorti en 2018.

## Synopsis
James se réveille blessé dans un avion de ligne pour Chicago sans aucune idée de comment il est arrivé là.

## Fiche technique
- Titre : A Million Little Pieces
- Réalisation : Sam Taylor-Johnson
- Scénario : James Frey, Aaron Taylor-Johnson et Sam Taylor-Johnson
- Musique : Atticus Ross, Leopold Ross (en) et Claudia Sarne
- Photographie : Jeff Cronenweth
- Montage : Martin Pensa (en)
- Production : Pamela Abdy (en), Alex Heineman et Andrew Rona
- Société de production : Momentum Pictures (en), 3Blackdot, Entertainment One, Federal Films, Makeready, Snoopsquirrel, The Picture Company et Warner Bros.
- Société de distribution : Momentum Pictures (en) (États-Unis)
- Pays :  États-Unis
- Genre : Drame
- Durée : 113 minutes
- Dates de sortie : 
  -  Canada : 10 septembre 2018 (Festival international du film de Toronto)
  -  États-Unis : 7 janvier 2019

## Distribution
- Aaron Taylor-Johnson (VF : Jean-Christophe Dollé) : James Frey
- Billy Bob Thornton (VF : Gérard Darier) : Leonard
- Odessa Young : Lilly
- Giovanni Ribisi (VF : Damien Witecka) : John
- Juliette Lewis : Joanne
- Dash Mihok (VF : Loïc Houdré) : Lincoln
- Charles Parnell : Miles
- Ryan Hurst : Hank
- David Dastmalchian (VF : Sébastien Desjours) : Roy
- Tom Amandes (VF : Bernard Lanneau) : Dr. Baker
- Charlie Hunnam (VF : Julien Allouf) : Bob Frey Jr.
- Andy Mackenzie : Thug
- Eugene Byrd : Matty

## Accueil
Le film a reçu un accueil défavorable de la critique. Il obtient un score moyen de 45 % sur Metacritic.